# Liati Wote
 (avril 2025).
Liati Wote est un village du Ghana, situé dans la région de la Volta. Il est particulièrement connu pour sa proximité avec le mont Afadjato, la plus haute montagne indépendante du pays, ainsi que pour les chutes de Tagbo.

## Géographie
Liati Wote se trouve au sud-est du Ghana, à proximité de la frontière avec le Togo. Le village est entouré d'une végétation luxuriante et fait partie d'une région montagneuse, avec un climat tropical.

## Histoire
L'histoire du village est peu documentée, mais il est habité depuis plusieurs générations par des communautés éwé, qui vivent principalement de l'agriculture.

## Économie
L'économie de Liati Wote repose principalement sur l'agriculture, avec des cultures comme le cacao, le café, le maïs et le riz. Le tourisme joue également un rôle croissant grâce aux randonnées vers le mont Afadjato et aux chutes de Tagbo.

## Tourisme
Le village est un point d'accès majeur pour :
- Le mont Afadjato (885 m), considéré comme le plus haut sommet du Ghana.
- Les chutes de Tagbo, accessibles par une randonnée à travers la forêt tropicale.
- L'écotourisme communautaire, avec des initiatives locales de préservation de l'environnement et de développement durable.

## Culture et population
Liati Wote est principalement habité par les Ewés, qui parlent l'éwé en plus de l'anglais. Les habitants célèbrent des festivals traditionnels et sont impliqués dans des projets écologiques visant à réduire les déchets plastiques dans la région.